# Alina Meier
Alina Meier (Davos, 19 febbraio 1996) è una fondista svizzera.

## Biografia
Attiva in gare FIS dal febbraio del 2012, la Meier ha esordito in Coppa del Mondo l'8 marzo 2017 a Drammen (55ª) e ai Campionati mondiali a Oberstdorf 2021, dove si è classificata 45ª nella sprint e 7ª nella staffetta; l'anno dopo ai XXIV Giochi olimpici invernali di Pechino 2022, suo esordio olimpico, si è piazzata 13ª nella sprint e 7ª nella staffetta. Ai Mondiali di Planica 2023 è stata 20ª nella sprint e 10ª nella staffetta e a quelli di Trondheim 2025 si è classificata 33ª nella sprint.

## Palmarès

### Coppa del Mondo
- Miglior piazzamento in classifica generale: 45ª nel 2024